# Hypsipetes everetti
El bulbul de Everett (Hypsipetes everetti) es una especie de ave paseriforme de la familia Pycnonotidae endémica de Filipinas. Su nombre conmemora al recolector zoológico y administrador colonial británico Alfred Hart Everett.

## Distribución y hábitat
Es endémico de las islas del sur y este del archipiélago filipino. Su hábitat natural son los bosques tropicales húmedos de tierras bajas.